# Valvola di Heimlich

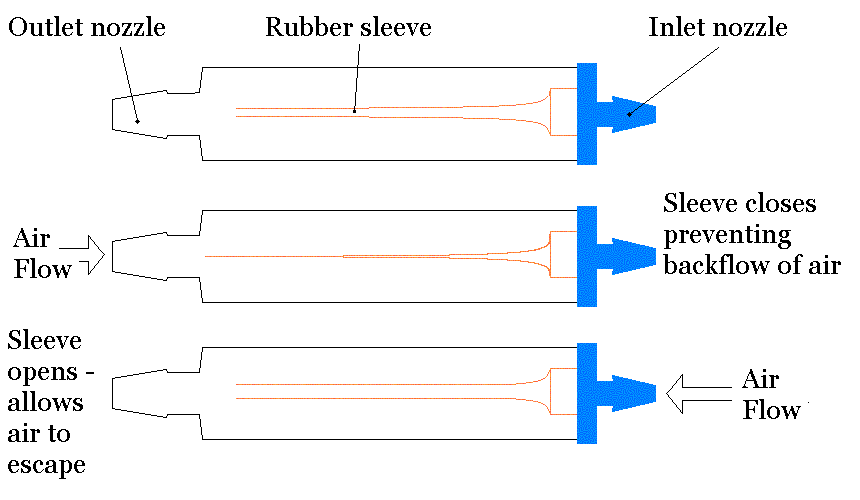
Una valvola di Heimlich che permette all'aria di spostarsi in una sola direzione

Una valvola di Heimlich (nota anche come valvola flutter) è una valvola unidirezionale, generalmente in gomma, utilizzata in medicina per evitare che l'aria o dei fluidi possano viaggiare all'indietro lungo un tubo di drenaggio toracico.

## Storia
Il dr. Henry Jay Heimlich è un medico americano passato alla storia per aver inventato la manovra della "spinta addominale" utilizzabile in caso di presenza di ostruzione delle vie aeree da corpo estraneo. Tale manovra è universalmente nota come manovra di Heimlich. 
Nel 1963 il Dr. Heimlich introdusse un drenaggio toracico con una valvola a flutter.  Egli affermò che l'ispirazione per la sua invenzione gli venne dalla osservazione di un soldato cinese che morì per una ferita da proiettile al petto durante la seconda guerra mondiale. La progettazione della valvola consente all'aria ed al sangue di essere drenata da un polmone collassato.

## Utilizzo
La valvola di Heimlich viene utilizzata in associazione ad alcuni tipi di drenaggio toracico. In medicina un drenaggio è un presidio che permette di eliminare liquidi, in genere patologici, da cavità naturali o neoformate del corpo. Il drenaggio toracico è invece un presidio di chirurgia toracica che viene posizionato per eliminare ogni accumulo di materiale biologico (essudato, trasudato, pus, sangue od aria) all'interno dello spazio pleurico. Il posizionamento del drenaggio permette la riespansione polmonare ed il ripristino dello scambio gassoso. 
Infatti una raccolta, aerea o liquida, che venga ad occupare lo spazio pleurico può interferire gravemente con la meccanica respiratoria ma anche con il corretto funzionamento dell'apparato cardio-circolatorio.

## Caratteristiche del dispositivo
La valvola è costituita da un cilindro plastico trasparente al cui interno trova alloggio un "becco di flauto" generalmente in gomma o caucciù che si accolla chiudendosi e pertanto si oppone al flusso d'aria in inspirazione (impedisce all'aria di penetrare all'interno del torace). Al  contrario si apre quando si verifica una espirazione e permette perciò di fuoriuscire liberamente all'aria od ai fluidi presenti nello spazio pleurico, ove va a pescare il drenaggio toracico.

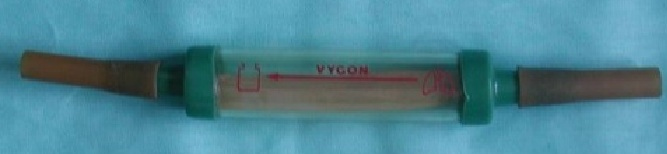
Un dispositivo con valvola di Heimlich

Il meccanismo di valvola unidirezionale, come si comprende, è totalmente affidato ad un corretto posizionamento e giustapposizione delle membrane di caucciù. Pertanto un qualsiasi malfunzionamento delle stesse interrompe il corretto meccanismo a valvola e vanifica la funzionalità del drenaggio. Per tale motivo la valvola di Heimlich viene considerata un presidio medico temporaneo aggiuntivo e non sostitutivo della normale valvola ad acqua, considerata da questo punto di vista migliore, soprattutto in termini di sicurezza d'uso.
Questo dispositivo antireflusso è particolarmente delicato e pertanto il suo funzionamento, potendo essere facilmente alterato, necessita di frequenti controlli da parte di chi esegue l'assistenza (care-giver). In molti casi le secrezioni del paziente, in particolare quelle particolarmente dense, possono comportare delle piccole ostruzioni, malfunzionamenti e talvolta accollamento delle membrane che formano il sistema.

## Indicazioni
La valvola unidirezionale di Heimlich è indicata soprattutto in caso di:
- Trasporto del paziente
- Pneumotorace isolato non complicato
- Difficoltoso ottenimento di livelli idro-aerei stabili
- Gestione domiciliare del paziente.

In letteratura esistono numerosi lavori che hanno confrontato sistemi di drenaggio dotati di una valvola Heimlich od altri dispositivi con valvola flutter rispetto a sistemi di drenaggio dotati di valvole ad acqua, trovandoli sicuri ed efficaci. I sistemi con valvola di Heimlich permetterebbero inoltre una mobilizzazione precoce del paziente.
La valvola di Heimlich viene anche utilizzata nei pazienti sottoposti a resezione polmonare dimostrando una maggiore efficacia nella eliminazione dell'eccesso d'aria presente nello spazio pleurico ed assicurando una più completa espansione del polmone.

## Utilizzo della valvola in urgenza territoriale
In situazioni di urgenza extraterritoriale i soccorritori si trovano spesso a dover stabilizzare soggetti traumatizzati affetti da un pneumotorace. In caso di una ferita aperta ogni atto respiratorio comporta una depressione toracica che richiama aria dall'ambiente. Questo meccanismo può determinare penetrazione di aria nel cavo pleurico e conseguente collasso polmonare. Esistono attualmente in commercio medicazioni a valvola per il trattamento del pneumotorace aperto. In alternativa, nel caso i soccorritori non dispongano di un simile presidio, è sempre possibile eseguire una medicazione che vada a chiudere la breccia toracica con medicazioni sterili impermeabili all'aria oppure con lembi di plastica o cellophane, che si possono anche ricavare da materiali di fortuna (sacchetti della spesa od una confezione di un pacchetto di fazzoletti di carta). Dopo aver ritagliato un rettangolo leggermente più grande della ferita, lo si applica sopra la ferita stessa, fermandolo ai lati con cerotto o nastro adesivo. Nel fare quest'ultima operazione occorre lasciare libero un angolo. Si realizza cioè una medicazione su tre lati, a valvola flutter, che impedisce all'aria di entrare durante la respirazione (il cellophane collabisce sulla breccia toracica) ma le permette di uscire durante l'espirazione.

Talvolta i soccorritori sono costretti a posizionare un drenaggio toracico (anche 'temporaneo', ovvero un semplice ago di grosso calibro) per decomprimere lo pneumotorace. Se il paziente è in respiro spontaneo, cioè non si è stati costretti a ricorrere alla intubazione ore-tracheale, è bene che il drenaggio sia collegato ad una valvola flutter o di Heimlich proprio con lo scopo di permettere la fuoriuscita dell'aria impedendone il rientro nel cavo pleurico durante l'inspirio. Il trasporto verso il dipartimento di emergenza-urgenza più vicino avverrà perciò in condizioni di maggiore sicurezza ed in ospedale potrà essere posizionato il drenaggio più indicato.